# Hum na Sutli
Pour les articles homonymes, voir Hum.
Hum na Sutli est un village et une municipalité située sur la rive gauche (sud) de la rivière Sutla qui marque la frontière avec la Slovénie dans le comitat de Krapina-Zagorje, en Croatie.
Au recensement de 2001, la municipalité comptait 5 476 habitants, dont 95,60 % de Croates et le village seul en comptait 1 238 .

## Localités
La municipalité de Hum na Sutli compte 17 localités :
| - Brezno Gora (88 habitants selon le recensement de 2001) - Donje Brezno (128 habitants) - Druškovec Gora (112 habitants) - Gornje Brezno (331 habitants) - Grletinec (217 habitants) - Hum na Sutli (1238 habitants) - Klenovec Humski (423 habitants) - Lastine (170 habitants) - Lupinjak (376 habitants) | - Mali Tabor (370 habitants) - Orešje Humsko (205 habitants) - Poređe (231 habitants) - Prišlin (399 habitants) - Rusnica (209 habitants) - Strmec Humski (184 habitants) - Vrbišnica (275 habitants) - Zalug (112 habitants) |

## L'ancien château de Mali Tabor

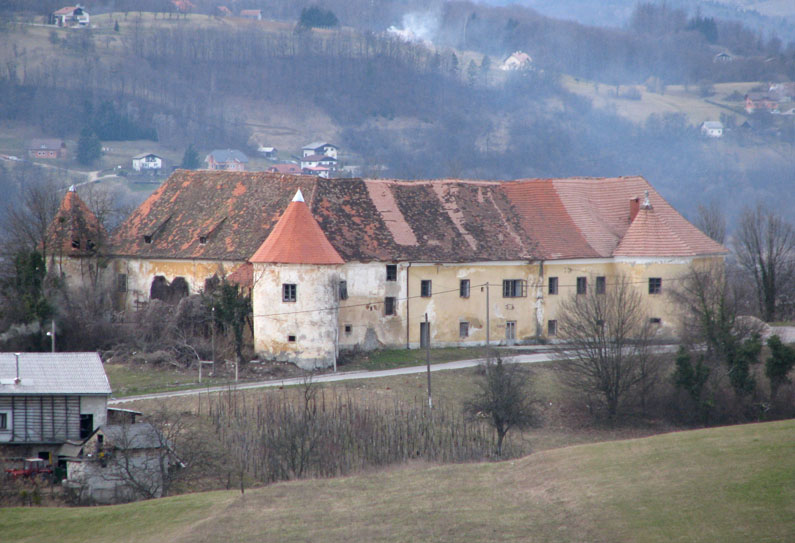
Mali Tabor

Mali Tabor ("Le Petit Camp" en croate) est un château historique, aujourd'hui abandonné, à 3 km au nord de Hum na Sutli. Il présente des traits caractéristiques d'un château fort du début de la Renaissance en même temps que ceux d'une résidence baroque.
Le nom de « camp » du Mali Tabor lui vient de sa fonction militaire : il devait permettre aux populations des alentours de se réfugier derrière son mur d'enceinte et de se nourrir dans ses dépendances face aux raids de pillage et de meurtre des Akıncılar (cavalerie légère) ottomans.

Au départ, donc, le Mali Tabor était un château fort, construit dans la seconde moitié du XVe siècle (probablement autour de 1490), où Jean Corvin, Ban de Croatie de 1490 jusqu'à sa mort en 1504, avait effectivement installé le centre de commandement des fiefs de Vrbovec  et de Veliki Tabor.

C'est alors qu'avec l'aide des souverains d'Europe, les seigneurs locaux s'étaient mis à construire rapidement des places fortes dans la région du Zagorje croate, pour la défendre contre les Turcs.
Le château se trouvait donc à l'extrémité nord-ouest d'un système de fortifications qui s'étendait jusqu'aux contreforts orientaux de l'Ivanščica, la montagne la plus élevée de la Croatie du nord-ouest, et comprenait également, outre la forteresse de Veliki Tabor, celle de Kostelgrad, Gorica, Cesargrad, Lobor-grad, Oštrc, Pusta Bela, Milengrad, Greben-grad et Konjščina.
Des documents historiques le mentionnent en 1511 comme Kys Thabor, par opposition au Naghtthabor, le château de Veliki Tabor ou "grand camp" à 6,5 km plus au sud, kis voulant dire "petit" et nagy "grand" en hongrois contemporain.

Georges de Brandebourg, qui l'avait hérité de Jean Corvin en épousant en 1509 sa veuve Béatrice Frankopan, le vendit en 1524 à Louis Rattkay, héritier d'une noble famille de Haute-Hongrie à laquelle Jean Corvin avait déjà attribué en 1502 le château de Veliki Tabor et le roi Vladislas celui de Vrbovec en 1507, et qui devait le conserver jusqu'à la mort de Joseph-Jean, dernier héritier direct, en 1793.

C'est ensuite son neveu, le Baron Josip Wintershoffen, qui hérite le Mali Tabor puis, à la suite de mariages ultérieurs, il se retrouve dans la famille Jelačić, puis celle du Baron irlandais Kavanagh, dont les descendants ont conservé le manoir jusqu'à la fin de la Seconde Guerre mondiale.
On peut distinguer trois phases dans la construction du Mali Tabor:

-- dans la première phase le château avait un plan rectangulaire avec des murs de défense et quatre tours circulaires ;

-- dans la deuxième, le château est rebâti comme un manoir à deux ailes et quatre tours cylindriques, fermé au nord et au sud de sa cour intérieur par deux murs de défense ;

-- au XIXe siècle, le château est rénové, et son mur nord abattu :
sur le plan de 1861, on peut voir à la place de petites constructions rectangulaires tandis que le bâtiment central est agrandi au nord par l'ajout à l'aile est d'une annexe à un seul étage, dotée d'un nouveau portail d'entrée.

## Club de football
Hum na Sutli possède depuis 1950 son club de football, baptisé "La Garde" (Straža,
ou plus officiellement Nogometni Klub Straža Hum na Sutli, membre de la 1° Ligue de Football du Zagorje-Krapina --1. Županijska Nogometna Liga Krapinsko-zagorska).

Entraîné par Ivan Zubić, il est en train de se construire un stade de 500 places.

## Personnalités
- L'écrivain Rikard Jorgovanić, né à Mali Tabor le 11 avril 1853, mort prématurément à Zagreb le 24 octobre 1880.
- L'architecte Viktor Kovačić, né le 28 août 1874 à Ločka Vas près de Hum na Sutli, mort à Zagreb le 21 octobre 1924, fut l'un des plus grands de l'histoire de la Croatie.

Il a donné son nom au collège, Osnovna škola Viktora Kovačića, lequel possède plusieurs annexes pour les petites classes, à Lupinjak, Druškovec Gora, Prišlin, Brezno et Mali Tabor.
- L'ancien maire (jusqu'en 2009) de Hum na Sutli, Božidar Brezinščak Bagola, né à Vrbišnica le 9 novembre 1947, est également écrivain en croate et en slovène, traducteur en croate de l'allemand et du slovène, professeur de philosophie et de théologie.